# 第5潜水戦隊 (ドイツ海軍)
第5潜水隊群（独: 5. Unterseebootflottille 英: 5th U-boat flotilla）とは、ドイツ海軍Uボートによる潜水艦隊（戦隊）である。
第一次世界大戦中の1918年10月28日、潜水艦U 116乗艦中に機雷に触れ沈没、戦死した同艦長であるハンス・ヨアヒム・エムスマン（Hans Joachim Emsmann）中尉に因み（独: Unterseebootsflottille Emsmann）と命名され、1938年12月1日、ハンス＝ルドルフ・レーズィンク (Hans-Rudolf Rösing) 少佐の元、キールに設立された。
1940年1月に解隊され、所属Uボートは全て第1潜水隊群に転属し1941年6月、カール＝ハインツ・メーレ (Karl-Heinz Moehle) 少佐の元、訓練隊群 5. Unterseebootflottilleとして再設立された。

## 母港
- 1938年12月1日 - 1940年1月 キール
- 1941年6月 - 1945年5月 キール

## 指揮官
| 指揮官                                              | 期間                    |
| --------------------------------------------------- | ----------------------- |
| ハンス＝ルドルフ・レーズィンク (Hans-Rudolf Rösing) | 1938年12月 - 1939年12月 |
| カール＝ハインツ・メーレ (Karl-Heinz Moehle)        | 1941年6月 - 1942年8月   |
| ハンス・パウクシュタット（臨時） (Hans Pauckstadt)  | 1942年9月 - 1942年11月  |
| カール＝ハインツ・メーレ                            | 1942年11月 - 1945年5月  |

## 所属艦
| - U 56 - U 57 - U 58 - U 59 - U 60（訓練艦） - U 61（訓練艦） - U 410（訓練艦） - U 997（訓練艦） |